# 中澤公誉
中澤公誉（なかざわ たかよし、1985年1月20日 - ）は日本の空手家。

## 経歴
9歳で空手道東眞會に入門し、中学3年で黒帯（初段）取得。
高校時代では一般部新人戦優勝。極真会館全中部大会高校生の部優勝。全日本大会高校生軽量の部3位など、着実に選手としての実績を重ねる。
埼玉工業大学に進学し、2005年4月に行われた「第3回極真館全日本空手道選手権」では弱冠20歳で軽量級3位入賞。同年9月の「第1回全世界ウェイト制空手道選手権」（ロシア開催）の日本代表に選出された。
同年11月の「全日本オープントーナメント空手道選手権」（体重無差別）では6位入賞、大会特別賞も主催者より贈られた。
2007年、「全日本オープントーナメント空手道選手権」（体重無差別）では7位入賞、技能賞を贈られさらに高い評価を得る。この成績により、翌年の「全ヨーロッパ空手道選手権」の出場選手として選ばれ、海外の強豪を相手にベスト8まで進んだ。
2008年「第6回全日本空手道選手権」で軽量級準優勝、同年10月の「第2回全世界ウェイト制空手道選手権」（ハンガリー開催）に軽量級日本代表となり、2大会連続の出場を果たす。この大会で第4位となり、大会に参加した日本人選手の中で最上位となった。